# Лами, Дженнифер
Дженнифер Фрэнсис Лами (англ. Jennifer Frances Lamy; род. 28 февраля 1949, Уогга-Уогга, Новый Южный Уэльс) — австралийская легкоатлетка, завоевавшая бронзовую медаль на летних Олимпийских играх 1968 года в Мехико.

## Биография
Родилась 28 февраля 1949 года в австралийском городе Уогга-Уогга, штат Новый Южный Уэльс.
Дебют Лами состоялся на Играх Британской империи и Содружества 1966 года в Кингстоне, где она завоевала серебряную медаль в беге на 220 ярдов, уступив Дайан Бердж, а также получила золотую медаль в спринтерской эстафете.
На летних Олимпийских играх 1968 года в Мехико Лами выиграла бронзовую медаль в беге на 200 метров, уступив Ирене Шевиньской и Раэлин Бойл.
Лами участвовала в Играх Содружества 1970 и 1974 годов, где становилась чемпионкой в составе команд на эстафете. За время своей спортивной карьеры Лами трижды становилась чемпионкой Австралии.
В 2000 году Дженнифер Фрэнсис Лами была награждена Австралийской спортивной медалью, а в 2014 году была включена в Зал славы лёгкой атлетики Австралии.